# Eyal Ran
Eyal Ran (Kiriat Ono, 21 novembre 1972) è un ex tennista israeliano.

## Carriera
In carriera ha vinto 1 titolo di doppio, il Romanian Open nel 2000, in coppia con lo spagnolo Alberto Martín.
In Coppa Davis ha disputato un totale di 15 partite, ottenendo 5 vittorie e 10 sconfitte.

## Statistiche

### Doppio

#### Vittorie (1)
| Numero | Anno | Torneo                  | Superficie  | Compagno       | Avversari in finale      | Punteggio |
| 1.     | 2000 | Romanian Open, Bucarest | Terra rossa | Alberto Martín | Devin Bowen Mariano Hood | 7–6, 6–1  |